# براهما بورانا
البراهما بورانا (بالسنسكريتية: ब्रह्म पुराण)‏ هو واحد من ثمانية عشر نوعًا رئيسيًا من أنواع بوراناس النصوص الهندوسية في اللغة السنسكريتية. تم إدراجه على أنه أول مها بورانا في جميع المختارات، وبالتالي يُدعى أيضًا أدي بورانا. عنوان آخر لهذا النص هو سورا بورانا، لأنه يحتوي على العديد من الفصول المتعلقة بسوريا أو إله الشمس. إن براهما بورانا هو في الواقع مجرد مجموعة من ماهاتميا الجغرافية (أدلة السفر) وأقسام حول مواضيع متنوعة.

## روابط خارجية
- The Brahma Purana English translation by G. P. Bhatt, 1955 (includes glossary)
- Brahmapurana, Sanskrit Manuscript, Archived by SanskritDocuments.Org
- Brahmapurana (Sanskrit, IAST-Translit), SARIT Initiative, The British Association for South Asian Studies and The British Academy
- Brahmapurana, Sanskrit, English, Hindi, Bengali and Telugu